# Cap Guardafui
Le cap Guardafui, Gees Gwardafuy, Ras Asir ou encore Raas Caseyr, est un cap de Somalie situé dans la région du Pount. Bien que situé à la pointe extrême de la Corne de l'Afrique, il ne constitue pas le point le plus oriental du continent africain, ce point étant représenté par le cap Hafun situé plus au sud.
Il se situe entre la mer d'Arabie à l'est et au sud et le golfe d'Aden à l'ouest-nord-ouest, non loin de l'archipel de Socotra.

## Étymologie
Déjà connu sous le nom de « promontoire des aromates » (en grec Αρωμάτων ἀκρτήριον) lors des traversées grecques en Érythrée, le cap est redouté depuis l'Antiquité. Nommé Ras Asir par les arabes, il est un des pires dangers de la porte des lamentations (en arabe : باب المندب). Son nom provient de la lingua franca, en partie composée de mots italiens, et de la contraction entre guardare, verbe « regarder », et fuggere, verbe « fuir ».
Henry de Monfreid évoque une origine qui viendrait du nom de la terre située au pied de la montagne de l'Éléphant (mont Éléphantas des Grecs)
Ce nom vient, je crois, en réalité de "Arde el fil", terre de l'éléphant : non qu'il y en ait là plus spécialement qu'ailleurs mais cette dénomination fait allusion à une montagne en forme d'éléphant couché, bien connue des anciens qui venaient chercher l'encens et la myrrhe et qu'ils nommaient le mont Éléphantas

## Culture
Déjà nommé dans les Milles et une nuits, le cap comprend le plus vieux phare du pays, il est aussi présent dans le poème des Lusiades par Luís de Camões.
canto X, 97:
(Cabo Guardafui. O mar Vermelho.)
«O Cabo vê já Arómata chamado,
E agora Guardafú, dos moradores,
Onde começa a boca do afamado
Mar Roxo, que do fundo toma as cores;
Este como limite está lançado
Que divide Asia de Africa; e as milhores
Povoações que a parte Africa tem
Maçuá são, Arquico e Suaquém.»